# Jo Fonck
Jo Fonck (4 april 1968) is een Belgische politicus voor Vooruit.

## Biografie
Fonck is een kleinzoon van Armand De Pelsmaeker, oud-burgemeester van Denderleeuw en ook oud-volksvertegenwoordiger. Zijn grootmoeder Agnes Sonck was schepen in de gemeente en provincieraadslid en ook zijn moeder Sonja De Pelsmaeker zetelde lange tijd in de gemeenteraad.
Jo Fonck stapte eveneens in de gemeentepolitiek en werd begin 2001 gemeenteraadslid in Denderleeuw. Na de volgende verkiezingen werd hij er in 2007 schepen van Financiën, Jeugd, ICT en Tewerkstelling onder burgemeester Georges Couck. Eind 2010 besloot Couck op pensioen te gaan en Fonck volgde hem begin 2011 op als burgemeester. Na de verkiezingen van oktober 2012 kwam er een coalitiewissel en belandde Fonck in de oppositie. In november 2015 werd hij, na een periode van onbestuurbaarheid, opnieuw schepen in de nieuw gevormde coalitie. In 2016 werd hij opnieuw burgemeester, nadat hij buiten verdenking werd gesteld in een gerechtelijk onderzoek.